# Уилер, Майкл
Майкл Кит Валентайн Уилер (англ. Michael Keith Valentine Wheeler; 14 февраля 1935, Уотфорд — 15 января 2020, Пул, Юго-Западная Англия) — британский английский легкоатлет, спринтер. Выступал на международном уровне в середине 1950-х годов, бронзовый призёр летних Олимпийских игр в Мельбурне в эстафете 4 × 400 метров.

## Биография
Майкл Уилер родился 14 февраля 1935 года в Уотфорде, графство Хартфордшир, Англия.
Учился в школе в Тонтоне — здесь серьёзно занимался лёгкой атлетикой и играл в регби. Впервые заявил о себе в 1952 году, став чемпионом страны среди школьников в беге на 440 ярдов, год спустя защитил своё чемпионское звание, а также превзошёл всех соперников на дистанции 100 ярдов.
В 1954 году вступил в Лондонский атлетический клуб, но вскоре переехал на постоянное жительство в Борнмут, продолжив тренироваться в местном клубе.
В 1955 году в беге на 440 ярдов стал серебряным призёром на чемпионате Англии среди любителей, уступив лидерство только трёхкратному победителю этих соревнований Питеру Фрайеру — бегуны пересекли финишную черту с одинаковым временем 47,7. С этого момента Уилер активно выступал на различных международных соревнованиях, в частности особенно примечательно его выступление в матчевой встрече со сборной СССР в Москве, где на четырёхстах метрах он соперничал с действующим рекордсменом Европы Ардалионом Игнатьевым — финишировал в итоге вторым, но установил при этом свой личный рекорд 47,4, ставший лучшим результатом этого сезона среди всех британцев. Также стартовал в матчевой встрече со сборной Чехословакии в Праге — здесь показал время ещё лучше 45,9, но позже выяснилось, что спортсмены преодолели только 390 метров.
В 1956 году Уилер наконец стал чемпионом Англии в беге на 440 ярдов — повторил свой прошлогодний результат 47,7, превзойдя на финише Питера Хиггинса. Помимо этого, на соревнованиях в Хэмпшире установил рекорд Англии в беге на 100 ярдов — 9,8. Благодаря череде удачных выступлений удостоился права защищать честь страны на летних Олимпийских играх в Мельбурне — в программе эстафеты 4 × 400 метров вместе с соотечественниками Питером Хиггинсом, Джоном Солсбери и Дереком Джонсоном завоевал бронзовую медаль, пропустив вперёд только команды из США и Австралии. Помимо этого, стартовал в индивидуальном беге на 400 метров, но был менее успешен — остановился на стадии четвертьфиналов.
Спустя несколько дней по окончании мельбурнской Олимпиады Майк Уилер объявил о завершении карьеры легкоатлета, решив сосредоточиться на работе учителем и на игре в регбийной команде Борнмута. Через девять лет он предпринял попытку вернуться в бег и выиграл несколько соревнований среди спортсменов старше 30 лет.
Умер 15 января 2020 года в Пуле в возрасте 84 лет.